# Idaho National Laboratory
Das Idaho National Laboratory (INL) – heute auch mit dem Idaho National Engineering and Environmental Laboratory (INEEL) vereinigt – ist eine US-Forschungseinrichtung des Department of Energy (DOE).
Auf dem etwa 80 km westlich von Idaho Falls, Idaho liegenden Areal wird an verschiedenen Aspekten der Kernenergienutzung und seit 2005 auch an Umwelttechnik geforscht. Von 1947 bis heute wurden auf dem Testgelände 52 Kernreaktoren gebaut und erprobt, von denen 2017 noch drei in Betrieb sind.
INL ist eine der Hauptforschungseinrichtungen der USA für Kernreaktoren und speziell nukleare Antriebe, viz. Atom-U-Boote und Flugzeugträger. Die Leitorganisationen dafür sind Naval Reactors und die National Nuclear Security Administration (NNSA) des DOE.

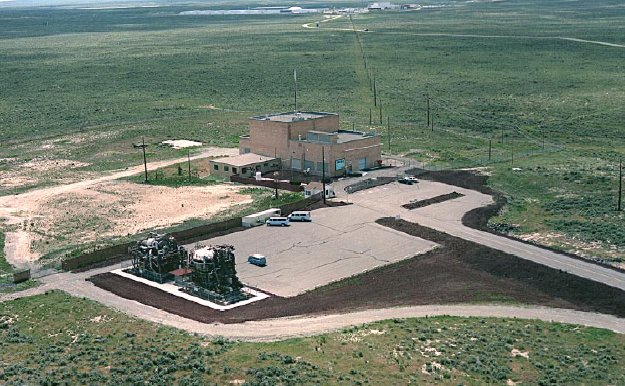
Experimental Breeder Reactor I auf dem Gelände des Idaho National Laboratory

## Geschichte des Kernreaktor-Forschungsprogramms

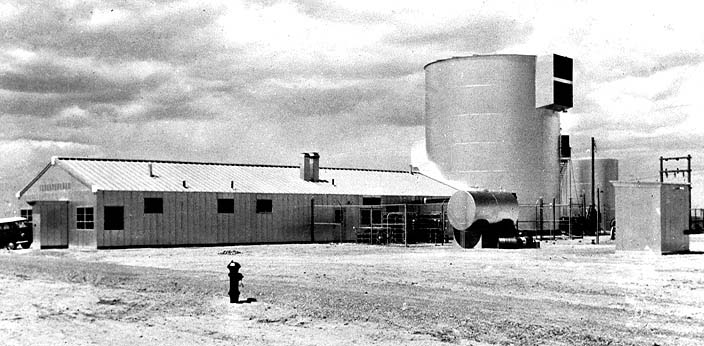
SL-1 mit Reaktorgebäude

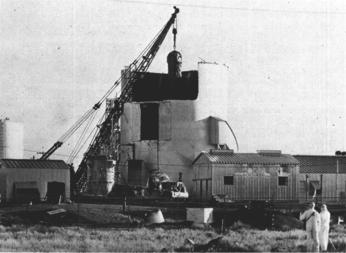
Der SL-1-Reaktor beim Ausbau nach dem Unfall

Das Gelände wurde 1947 als Außenstelle des Argonne National Laboratory in Illinois unter dem Namen National Reactor Testing Station eingerichtet. Der Experimental Breeder Reactor I (EBR-I) war der erste Forschungsreaktor. Er begann seinen Betrieb 1951 und wurde nach mehrfachem Austausch des Reaktorkerns 1963 stillgelegt. Am 20. Dezember 1951 lieferte er als erster Forschungsreaktor weltweit elektrischen Strom aus Kernkraft. Er war aber nicht das erste Kernkraftwerk der Welt, da er Strom nicht kommerziell erzeugt hat, sondern nur zu Forschungszwecken innerhalb des Kraftwerkes. 1953 konnte mit ihm erstmals der bis dahin nur theoretisch vorhergesagte Brutprozess nachgewiesen werden. Er ist als National Historic Landmark ausgewiesen; sein Gebäude und die nicht-nuklearen Anlagen sind für Besucher seit Ausbau der radioaktiven Bauteile zugänglich.
1952 nahm der erste einer Reihe von Reaktoren den Betrieb auf, die als Neutronenquelle und Quelle von ionisierender Strahlung für die Materialforschung dienten. Mit ihnen wurden Materialien und Design für Druckwasserreaktoren und andere Nuklearanlagen erprobt und verbessert.
Ab 1953 begannen Experimente mit Siedewasserreaktoren (Boiling Water Reactor Experiments – BORAX-Experimente): Fünf verschiedene Reaktoren wurden gebaut, um die Konstruktion und die Sicherheit dieses Reaktortyps zu erforschen. BORAX-III war auf eine thermische Leistung von 15 Megawatt ausgelegt und mit einer Turbinen-Generator-Einheit mit einer Nennleistung von 2000 Kilowatt gekoppelt. Damit wurde am 17. Juli 1955 für zwei Stunden weltweit erstmals eine Stadt – das nahegelegene Arco – mit elektrischem Strom aus Kernenergie versorgt.
Im selben Jahr wurde in der in das INL integrierten Naval Reactors Facility der erste spezielle Entwurf für die United States Navy kritisch. Ein Prototyp für einen Atomantrieb für Unterseeboote mit dem Namen S1W lief erstmals am 31. Mai 1953. Schon am 30. September 1954 nahm die Nautilus als erstes nuklear angetriebenes Schiff der Welt den Betrieb auf. In den späten 1950er Jahren ging der A1W-Reaktor in Betrieb, ein Prototyp für große nuklear angetriebene Schiffe. Im Laufe des Jahres 1961 wurden der erste Atomkreuzer, die Long Beach, und der erste Flugzeugträger mit Kernenergieantrieb, die Enterprise, in Dienst gestellt. Ab 1965 wurde S5G entwickelt, ein Druckwasserreaktor, dessen Kühlmittelkreislauf entweder mit Pumpen oder bei langsamer und mittlerer Fahrt alleine durch die natürliche Konvektion im Umlauf gehalten werden kann. Dadurch wird nicht nur die Ausfallsicherheit erhöht, sondern es entfallen auch die Geräusche der Pumpen, was für U-Boote entscheidend sein kann. Die Narwhal wurde 1967 mit einem S5G ausgestattet. Die Anlagen waren bis Mitte der 1990er Jahre aktiv, sie wurden von Westinghouse im Auftrag des DoE und der US Navy betrieben. Westinghouse entwickelte weiter Prototypen und Verbesserungen für nukleare Schiffsantriebe für Unter- und Überwassereinheiten.

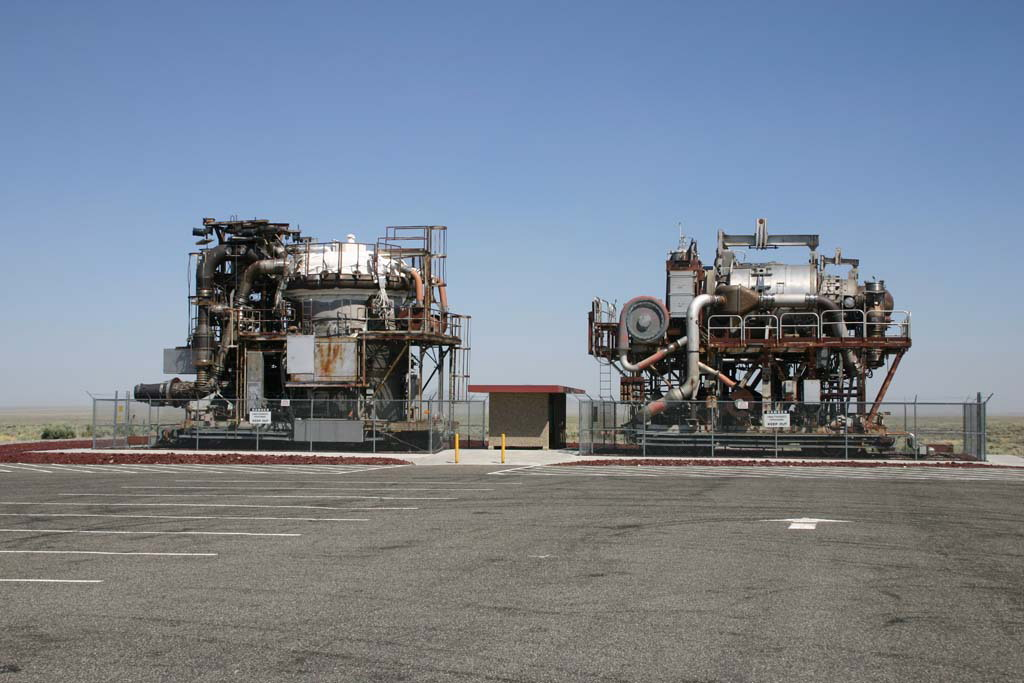
Zwei Prototypen des Aircraft Reactors im INL

Mitte der 1950er Jahre begann die Entwicklung von Nuklearantrieben für Flugzeuge (Aircraft Nuclear Propulsion – ANP): Dazu wurden drei Prototypen luftgekühlter Reaktoren entwickelt. Im März 1961 ließ Präsident John F. Kennedy die Versuche beenden.
Für das Army Nuclear Power Program wurden zwei Reaktoren im Idaho National Laboratory gebaut und betrieben: Der Stationary Low-Power Reactor Number One (SL-1) war ein Reaktor mit besonders geringer Leistung, gedacht für die Versorgung von abgelegenen Stationen der United States Army wie beispielsweise Radarstationen in der Arktis mit elektrischer Energie und Wärme.
Der ML-1 und ein Prototyp namens GCRE waren Versuchsanlagen für einen transportablen Kernreaktor mit niedriger Leistung, die zwischen 1961 und 1964 erprobt wurden. Obwohl die Versuche technisch positiv verlaufen waren, wurde das Projekt 1965 eingestellt, weil die Army keinen Bedarf für derartige Anlagen sah und die Kosten der weiteren Entwicklung scheute.

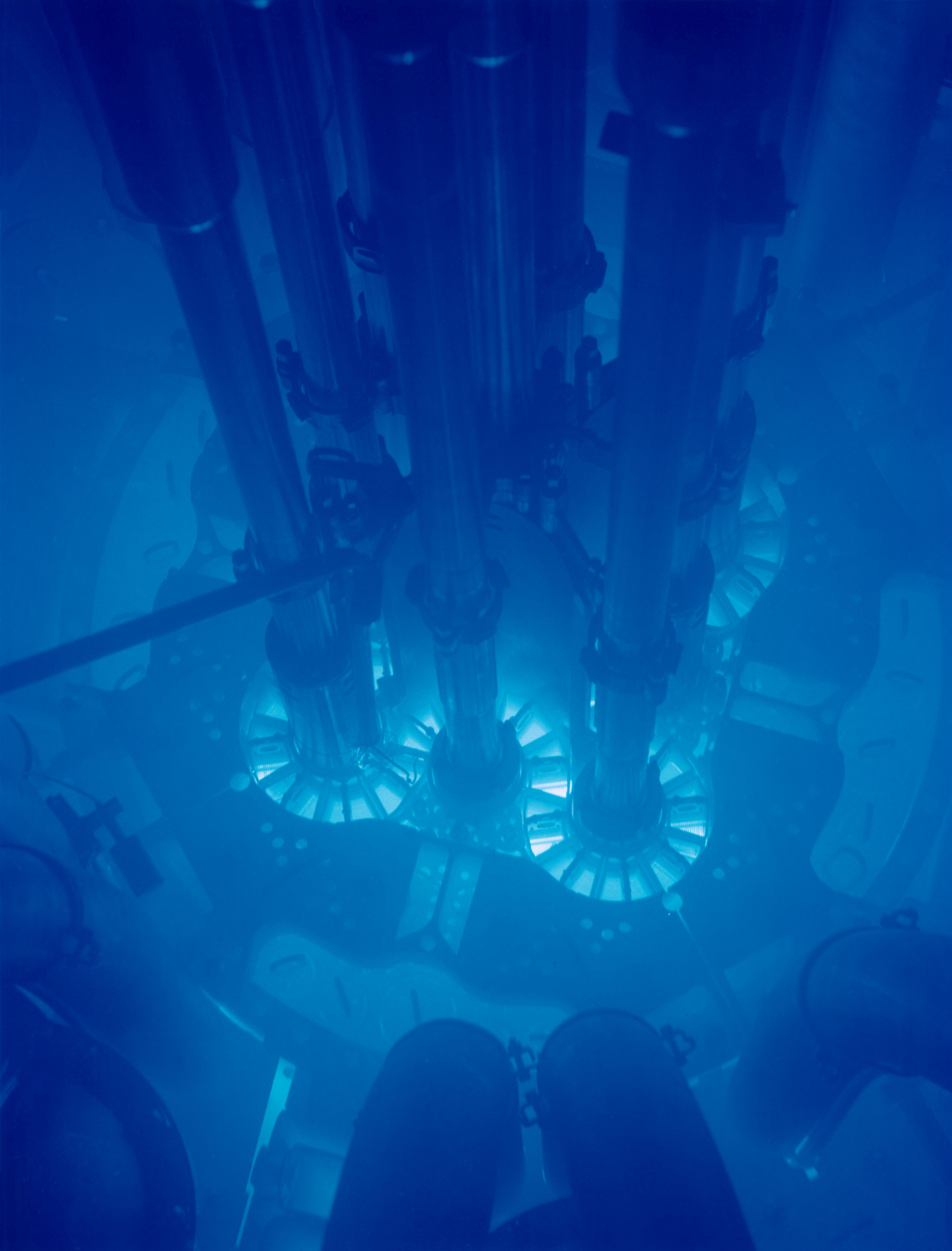
Beim Advanced Test Reactor (ATR) des INL sind die Brennelemente plattenförmig in Kleeblattanordnung aufgebaut. Das blaue Licht ist Tscherenkow-Strahlung.

Ab 1967 errichtet und seit 1969 kritisch ist der Advanced Test Reactor (ATR), eine Neutronenquelle für Forschungszwecke und zur Herstellung von Isotopen für medizinische und Forschungszwecke, darunter 60Cobalt und 238Plutonium für Radioisotopengeneratoren in der Raumfahrt. Die Anlage feierte 2017 das 50. Jubiläum und ist nach wie vor in Betrieb, wobei während ihrer Lebensdauer die wesentlichen Komponenten alle acht bis zehn Jahre durch modernere Entwicklungen ersetzt wurden. Seit der Überholung des Reaktorkerns 2021/2022 ist ein Betrieb bis mindestens 2032 zu erwarten.
Neben dem ATR läuft noch der ATRC, ein kleinerer Reaktor mit Hilfsfunktionen für ATR. Das Argonne National Laboratory betreibt im INL noch den NRAD als Neutronenquelle für die Radiographie.

## SL-1 Reaktorunfall
Am 3. Januar 1961 kam es auf dem Gelände zum ersten tödlichen Unfall in einem Kernreaktor in den Vereinigten Staaten. Bei dem Unfall kamen drei Menschen, das Bedienpersonal des Reaktors SL-1, ums Leben. Radioaktives 131Iod trat aus dem Reaktorgebäude aus und kontaminierte die Umgebung mit dem 50-100-fachen der natürlichen Belastung, noch 80 km entfernt lag in Windrichtung das Strahlungsniveau beim Doppelten des Normalen.

## Wiederaufbereitungsanlage
Zwischen 1953 und 1988 betrieb das INL eine Wiederaufbereitungsanlage, genannt Idaho Chemical Processing Plant (ICPP), in der aus verbrauchten Kernbrennstoffen wiederverwendbare Substanzen gewonnen wurden. Die Anlage war primär für abgebrannte Brennelemente aus nuklearen Antrieben sowie Forschungsreaktoren aus z. B. Oak Ridge National Laboratory, Hanford Site, Los Alamos National Laboratory, dem Battelle-Institut und dem Argonne National Laboratory. Insgesamt wurden in den 35 Jahren des Betriebs 31.432 kg Uran wiedergewonnen. Der ICPP lief noch bis ca. 1992 weiter und wurde ab 1998 umgewidmet als Idaho Nuclear Technology and Engineering Center (INTEC).

## Lager für radioaktiven Abfall
Das Idaho National Laboratory ist heute ein großes Zwischenlager für radioaktiven Abfall. Der Kernbrennstoff aller Reaktoren ausgemusterter nukleargetriebener Schiffe, die stillgelegten Reaktoren des Testgeländes und Teile des beim Betrieb über fast 60 Jahre entstandenen radioaktiven Abfalls werden auf dem Gelände gelagert. Auch die Abfälle der 1989 geschlossenen kerntechnischen Anlage  in Rocky Flats, Colorado werden im Advanced Mixed Waste Treatment Project bearbeitet.
Über die De-facto-Umwandlung des Forschungsgeländes in ein Lager für radioaktiven Abfall wurden in den späten 1980er und 1990er Jahren Prozesse zwischen dem Staat Idaho und der Bundesregierung geführt. Ebenfalls beteiligt war das Volk der Shoshone-Bannocks, durch deren Reservation einer der Highways führt, auf denen der Abfall transportiert wurde. 1999 nahm mit dem Waste Isolation Pilot Plant ein Endlager bei Carlsbad, New Mexico den Betrieb auf und Teile des Abfalls, der im INL zwischengelagert worden war, wurde dorthin transportiert und eingelagert.
Der Vertrag der Navy über die Lagerung von radioaktivem Abfall läuft bis 2035.

## Geographie und Zugang
Das 2300 km² große Gelände des INL liegt in der Ebene des Snake River, die Landschaft ist durch Halbwüste, die Vegetation durch Wüsten-Beifuß geprägt.
Für die Öffentlichkeit zugänglich sind der erste Kernreaktor, der elektrischen Strom lieferte, der Experimental Breeder Reactor I (EBR-I) sowie zwei Prototypen von nuklearen Flugtriebwerken.

## Idaho National Engineering and Environmental Laboratory
Seit dem Jahr 2005 werden alle Projekte außer der Dekontamination der Anlagen und der Lagerung von Atommüll unter dem Namen Idaho National Engineering and Environmental Laboratory zusammengefasst. Der Standort bekam neue Aufgaben in der Umwelttechnologie, der erneuerbaren Energieträger sowie der nationalen Sicherheit insbesondere beim Schutz kritischer Infrastruktur.
Die Dekontamination des Geländes sollte ursprünglich bis 2012 abgeschlossen sein. Das Ziel war nicht zu erreichen, ein neues Datum wurde nicht benannt.